# Ampelopsis aegirophylla
Ampelopsis aegirophylla är en vinväxtart som först beskrevs av Aleksandr Andrejevitj Bunge, och fick sitt nu gällande namn av Jules Émile Planchon. Ampelopsis aegirophylla ingår i släktet Ampelopsis och familjen vinväxter. Inga underarter finns listade i Catalogue of Life.